# Un mariage à l'épreuve (téléfilm, 2005)
Ne doit pas être confondu avec Un mariage à l'épreuve (téléfilm, 2015).
Pour plus de détails, voir Fiche technique et Distribution.
Un mariage à l'épreuve (Hush) est un téléfilm canado-américain de Harvey Kahn diffusé le 23 mai 2005 sur Lifetime.

## Synopsis
Un médecin, marié à une jeune romancière de talent, voit son passé ressurgir et menacer son existence couronnée de succès personnels et professionnels.
La romancière Nina Hamilton est ravie lorsque son époux, Noah, lui propose d'aller vivre dans sa ville natale. Ce déménagement représente pour elle le début d'une nouvelle vie. Mais la jeune femme ne connaît pas tout du passé de son mari. Avant de la rencontrer, Noah avait vécu une histoire d'amour passionnée avec Callie Masters. Dès l'installation du couple, Callie se montre obsédée par Nina. Elle a décidé de récupérer son ex-petit ami, quel qu'en soit le prix…

## Fiche technique
Sauf indication contraire, les informations mentionnées dans cette section peuvent être confirmées par la base de données cinématographiques IMDb,  présente dans la section « Liens externes ».
- Titre français : Un mariage à l'épreuve
- Titre original : Hush
- Réalisation : Harvey Kahn
- Scénario : Steven B. Frank et Julie Ferber Frank
- Direction artistique : Tony Devenyi
- Décors : George Neuman et Rich Priske ; Rick Willoughby (superviseur)
- Costumes : Katia Stano
- Photographie : Adam Sliwinski
- Montage : Richard Schwadel
- Musique : Terry Frewer
- Casting : Susan Taylor Brouse et Lynne Carrow
- Production : Harvey Kahn, Robert Lee et Michael Shepard
- Sociétés de production : Front Street Pictures, Front Street Productions, Hush Street Productions Ltd., Lifetime Movie Network
- Sociétés de distribution : Lifetime Movie Network et Thunderbird Entertainment (États-Unis), Lifetime (Canada), PorchLight Entertainment (monde)
- Pays d'origine :  Canada,  États-Unis
- Langue originale : anglais
- Format : couleur - 1,33:1 - son stéréo
- Durée : 90 minutes
- Dates de sortie : 
  - Canada, États-Unis : 23 mai 2005
  - France : 3 février 2006

## Distribution
- Tori Spelling (VF : Laura Blanc) : Nina Hamilton
- Victoria Pratt (VF : Véronique Desmadryl) : Callie
- Tahmoh Penikett (VF : Axel Kiener) : Noah Hamilton
- Susan Hogan (VF : Catherine Davenier) : Florence
- Gabrielle Rose (VF : Marie-Martine) : Dell Carter
- Hiro Kanagawa : Dr Berke
- Tom Shorthouse : Dr Camp
- John Shaw : Dr Mirvis
- James Bearden : Merle Hines
- Ken Roberts : Bill Yett
- Dustin Milligan : Billy
- Michael St. John Smith : Jared McLeod
- Elizabeth McLaughlin (en) : l'nfirmière
- Leedine Lah : la réceptionniste
Version française
  - Société de doublage : Mediadub International
  - Direction artistique : Franck Louis
  - Adaptation des dialogues : Jean Fourcaut

 Source et légende : version française (VF) sur RS Doublage et selon le carton du doublage français télévisuel.